# Yesca

Bandera Castellanista

Yesca o La juventud castellana y revolucionària (el jovent castellà i revolucionari) és l'organització de joves del nacionalisme castellà o castellanisme. Fou creada a Burgos el 1992 amb el nom de Juventudes Castellanas Revolucionarias (Jovent Castellà Revolucionari), nom que canvià per l'actual el 23 d'abril de 2006 (coincidint amb la diada del poble castellà).
Yesca es defineix com una organització revolucionària i independentista a favor de l'alliberament de les 17 províncies que conformen històricament Castella (les 5 Comunitats Autònomes actuals serien Cantàbria, Castella i Lleó, Castella-La Manxa, Madrid i La Rioja), així com un canvi en el sistema socioeconòmic de la nostra societat cap al socialisme, l'ecologisme, l'antifeixisme, el feminisme i la causa internacionalista.
Per tant, i així mateix, lluita contra l'explotació laboral, l'especulació de l'habitatge, contra l'explotació de la dona i la repressió de les forces policials.
L'organització té una implantació irregular al territori castellà, amb força militància a la zona de Valladolid, Burgos, etc. (el que seria Castella i Lleó).
Mantenen un petit conflicte amb els regionalistes de Cantàbria, amb qui es disputen la zona. Així mateix, arreu del territori han de combatre el republicanisme espanyol, que es contradiu amb el nacionalisme castellà.
Manté bones relacions amb la resta de lluites independentistes de l'Estat espanyol, com l'esquerra abertzale o l'esquerra independentista dels Països Catalans, en concret, amb Maulets i la Coordinadora d'Assemblees de Joves de l'Esquerra Independentista (CAJEI), actual Arran així com amb La Forja.
El partit polític referent de Yesca és Izquierda Castellana, que és una coalició de diferents grups castellanistes i revolucionaris.